# Rhijngeest
Rhijngeest is een buitenplaats in het Nederlandse dorp Oegstgeest, provincie Zuid-Holland. Rhijngeest is een rijksmonument.

## Geschiedenis
Oorspronkelijk stond er op de plek van de huidige buitenplaats een boerderij. Waarschijnlijk heeft rond 1720 een lid van de familie Van der Meer deze hoeve uitgebouwd tot de buitenplaats Overgeest. In 1741 werd Overgeest verkocht.
In 1764 kocht de Leidenaar Hendrik Pieter Huighens de buitenplaats Overgeest aan, die volgens de verkoopakte op dat moment al de naam Rhijngeest droeg. Huighens verkocht de buitenplaats in 1775 aan Johannis Hoppesteyn. Na zijn overlijden in 1806 erfde zijn neef Gijbert Johan Hoppesteyn de buitenplaats. Gijbert woonde in Leiden en gebruikte Rhijngeest tot zijn dood in 1832 als zomerverblijf.

### Verbouwing
Rond 1840 kreeg Adriaan Leonard van Heteren Gevers de buitenplaats in bezit en liet het huis ingrijpend verbouwen. Adriaans broer bezat overigens het kasteel Endegeest dat tegenover Rhijngeest is gelegen. Rhijngeest is onder andere bewoond door Maria Deutz van Assendelft, echtgenote van Willem Reinout baron van Tuyll van Serooskerken.

### Psychiatrische instelling
Zowel Endegeest als Rhijngeest werden geërfd door jonkheer Leonard Adrien Charles Gevers. Hij verkocht in 1895 Endegeest aan de gemeente Leiden; in 1899 volgde Rhijngeest. Als onderdeel van de psychiatrische inrichting Rhijngeest (later hernoemd tot Jelgersmakliniek) werd het huis zelf ingezet voor de opvang van vrouwelijke patiënten. Er volgde een verbouwing om dit zogenaamde Sanatorium Rhijngeest geschikt te maken voor bewoning door ‘eersteklas’ patiënten.

### Particulier bezit
In 1987 kwam Rhijngeest in particuliere handen. Er volgde een restauratie, waarbij het herenhuis geschikt werd gemaakt voor bewoning en het koetshuis werd verbouwd tot kantoor. Het wandelbos werd opengesteld voor publiek en de rond 1900 gebouwde voormalige Jelgersmakliniek kwam in gebruik als gemeentehuis van Oegstgeest. 

## Beschrijving

### Herenhuis en koetshuis
Het witgepleisterde herenhuis bestaat uit een groot middenblok van twee bouwlagen. Dit onderkelderde blok is voortgekomen uit het oorspronkelijke in 1720 gebouwde herenhuis Overgeest, dat in 1840 bij de grootschalige verbouwing onderdeel werd van het nieuwe ontwerp. Aan dit middenblok werden toen twee lagere zijvleugels toegevoegd en er kwam een veranda met balkon, gedragen op gietijzeren zuilen. Het huis wordt afgedekt door een sterk uitstekend schilddak dat tevens als afdak dient voor het balkon. De westelijke klokkentoren op het dak bevat een bel met als inscriptie ‘Erven Alewijn Crombosch 1766’.

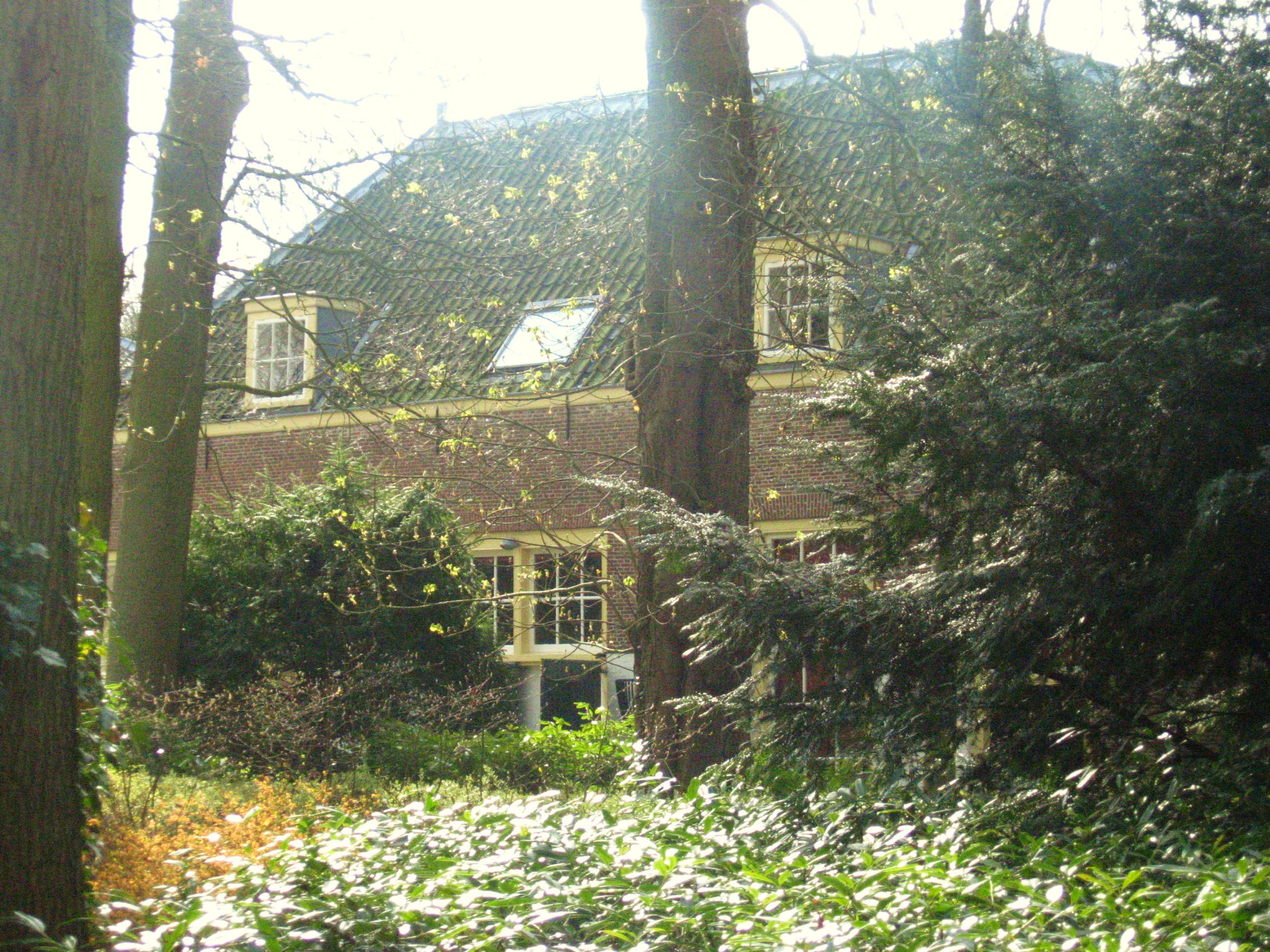
Koetshuis Rhijngeest

Aan de zuidzijde van het huis is de zogenaamde ‘wintertuin’ gebouwd: deze serre diende als overwinteringsplek voor de tropische palmen uit de tuin.
Het huis is gebouwd in de Indische Stijl. Dit uit zich in het overstekende dak, de van luiken voorziene terras- en balkondeuren die reiken tot aan de grond, en aan het aan drie zijden van het huis omgaande balkon.
Het koetshuis is circa 1720 gebouwd en behoorde dus tot het oorspronkelijke Overgeest. Het in rode baksteen gebouwde huis heeft één bouwlaag en een omgaand schilddak. Het huis diende als woning voor de koetsier en als paardenstal.

### Park
In de 18e eeuw is op de strandwal begonnen met de aanleg van een wandelbos. Het oorspronkelijke ontwerp was in een formele stijl met rechte lanen in een geometrische structuur. Delen van deze structuur zijn behouden gebleven, maar midden 19e eeuw is het park aangepast naar de Engelse landschapsstijl met slingerpaden en waterpartijen.
De 19e-eeuwse moestuinen bleven bij de psychiatrische inrichting in gebruik vanwege de voedselvoorziening, maar na de Tweede Wereldoorlog werden ze grotendeels opgeheven omdat ze onvoldoende rendabel bleken; bij de restauratie in 1987 werd de laatste moestuin omgevormd tot siertuin. Aan de zuidkant van de moestuin staat een trekkas uit 1800. De tuinmuur dateert uit de 18e eeuw.
In de zuidoosthoek van het park staat een zeszijdig houten tuinprieel uit 1925.
Het openbaar toegankelijke bos wordt beheerd door het Zuid-Hollands Landschap.